# Joan Maria de Ribot i de Balle
Joan Maria de Ribot i de Balle (Girona, 24 de febrer de 1919 - Girona, 21 de setembre del 2014) va ser un arquitecte català.
Nascut en el si d'una família terratinent i tradicionalista, fou arquitecte i, durant un breu període, alcalde de Girona. Va obtenir la llicenciatura a l'Escola Tècnica Superior d'Arquitectura de Barcelona (1947) i el doctorat en arquitectura (1965). Va ser durant anys respresentant dels arquitectes gironins (vocal delegat) a la Junta de Govern del Col·legi d'Arquitectes de Catalunya i Balears. Fou germà del també ex-alcalde de la ciutat Ignasi de Ribot i de Balle.
Les seves obres es consideren cabdals dins l'arquitectura moderna gironina, especialment la dels anys 50 i 60. Té el mèrit de ser l'autor del Garatge Forné (1957), la primera façana lleugera o mur cortina de la ciutat de Girona. Tant en el garatge Forné com en les altres obres modernes, s'inspirava sovint en la tradició moderna italiana, a vegades influït pel seu amic l'arquitecte italianosuís Alberto Sartoris. Solia crear dissenys que després utilitzava repetidament en obres diferents, cosa que les marcava amb una mena de segell estilístic personal. Alguns dels seus dissenys, dins la tradició del disseny industrial modern, van ser coneguts a Girona.
Com a responsable del servei de restauració de la Diputació de Girona va dur a terme nombroses restauracions d'edificis del patrimoni de la ciutat, com el claustre i la torre de Carlemany de la catedral de Girona, l'església de Sant Nicolau, el monestir de Sant Pere de Galligants, La Fontana d'Or o les Torres de Palau.